# Federico Pescetto
Federico Giovanni Battista  Pescetto (Savona, 13 novembre 1817 – Savona, 15 settembre 1882) è stato un politico e generale italiano.
Fu senatore del Regno d'Italia nella XIII legislatura.
Fu Ministro della Marina del Regno d'Italia nel II Governo Rattazzi; nello stesso Governo ricoprì, ad interim, l'incarico di Ministro degli Esteri.
Fu  membro della Massoneria e nel 1871 fu eletto al Consiglio dell'Ordine del Grande Oriente d'Italia .